# Palheiros
Palheiros is een plaats (freguesia) in de Portugese gemeente Murça en telt 432 inwoners (2001).